# Каморный, Александр Николаевич
Алекса́ндр Никола́евич Камо́рный (1 января 1920 — 18 мая 1985) — бригадир комплексной бригады Елизовского строительно-монтажного управления треста «Камчатсельстрой», Герой Социалистического Труда (1966).

## Биография
Родился 1 января 1920 года в станице Пограничная Приморского края.
Служил в РККА, с 9 августа 1945 года в действующей армии во время войны с Японией (2-й Дальневосточный фронт), участник Курильской десантной операции.
После демобилизации с 1948 года жил в городе Елизово, работал плотником в Елизовском рыбкоопе.
С 1957 по 1979 год работал в Елизовском СМУ треста «Камчатсельстрой». С 1961 г. бригадир бригады плотников, затем - комплексной бригады. 
За высокие производственные показатели Указом Президиума Верховного Совета СССР от 11 августа 1966 года удостоен звания «Герой Социалистического Труда», со вручением Золотой Звезды Героя Социалистического Труда и Ордена Ленина. 
Почётный гражданин Елизовского района. Награждён медалью «За победу над Японией».
Умер 18 мая 1985 года в городе Елизово.

## Семья
Дочь: Карташова (Каморная) Наталья Александровна, 27 января 1958 года рождения.